# John Sebastian Little
Pour les articles homonymes, voir Little.
John Sebastian Little, né le 14 mars 1851 à Jenny Lind (Arkansas) et mort le 29 octobre 1916 dans un asile d'État de l'Arkansas, est un homme politique démocrate américain. Il est membre de la Chambre des représentants pour l'Arkansas puis gouverneur du même État par intérim en 1907.

## Biographie
Né en mars 1851 dans le comté de Sebastian, son deuxième prénom lui est attribué en hommage au défunt sénateur William King Sebastian. Little passe sa scolarité au Cane Hill College dans le comté de Washington. 
Étudiant le droit, il est admis au barreau de l'Arkansas en 1873. En 1876, il est élu procureur (prosecuting attorney) du 12e district judiciaire, poste qu'il occupe jusqu'en 1882.
John Little est élu représentant (député) à la Chambre des représentants de l'Arkansas en 1884 et devient juge du 12e tribunal d'appel pour quatre ans.
En 1894, il est élu représentant de l'État à Washington pour achever le mandat de Clifton R. Breckinridge (en). Il conserve ce siège jusqu'à sa démission en 1907, pour devenir gouverneur de l'Arkansas en janvier 1907.
Mais, peu après son installation, il souffre de crises nerveuses qui l'empêchent d'accomplir ses obligations officielles. Il est remplacé par le président du Sénat de l'Arkansas, John Isaac Moore. 
Little ne guérit pas et meurt en 1916 à l'hôpital d'État dans l'Arkansas, pour des désordres nerveux. Il est enterré au cimetière municipal de Greenwood (Arkansas).